# District de Minami-Saitama
Le district de Minami-Saitama (南埼玉郡, Minami-Saitama-gun) est un district situé dans la préfecture de Saitama, au Japon.

## Géographie

### Démographie
Au 1er novembre 2013, La population du district de Minami-Saitama était de 33 540 habitants répartis sur une superficie de 15,95 km2.

### Divisions administratives
Le district de Minami-Saitama est constitué du bourg de Miyashiro.